# Iztrebljevalec
Iztrebljevalec (v izvirniku angleško Blade Runner) je ameriški znanstvenofantastični film režiserja Ridleya Scotta, ki je prvič izšel leta 1982 v distribuciji Warner Bros.
Glavne vloge v tem antiutopičnem tehno trilerju z močnim pridihom filma noir (t. i. »tech noir« ali »neo-noir«) so odigrali Harrison Ford, Rutger Hauer, Sean Young in Edward James Olmos. Zgodba je osnovana na romanu Philipa Kindreda Dicka Ali androidi sanjajo o električnih ovcah? iz leta 1968 in spremlja protagonista, upokojenega »iztrebljevalca« Ricka Deckarda, ki prevzame novo nalogo in po Los Angelesu leta 2019 lovi prepovedane »replikante« – genetsko modificirane človeške klone, praktično nerazločljive od navadnih ljudi.
Sprva je bil deležen mešanega odziva filmskih kritikov: nekateri so pohvalili kompleksnost motivov, drugi pa so izrazili neodobravanje nad tempom podajanja zgodbe. Tudi finančno ni dosegel pričakovanj. Zanj so ustvarjalci prejeli nagrado Hugo za najboljši film in nekaj nagrad Bafte v tehničnih kategorijah. Šele kasneje, z izdajo za domači video, je Iztrebljevalec pridobil kultni status in velja zdaj za najvidnejši primer svojega žanra. Zaradi posegov distributerjev je nastalo več različic z dodanimi ali odvzetimi prizori in šele ob 25. obletnici prvega izida je izšla različica The Final Cut, v kateri je imel režiser popolno umetniško svobodo. Scott je opisal ta film kot njegov »verjetno najpopolnejši in najbolj osebnoizpoveden film«. Z njim je usmeril pozornost Hollywooda na Dickova dela, po katerih so kasneje nastali številni drugi filmi. Leta 1993 je ameriška Kongresna knjižnica Iztrebljevalca zavoljo njegovega »kulturnega, zgodovinskega ali estetskega pomena« uvrstila v Narodni filmski register.

## Vsebina
Opomba: povzetek izključuje vsebino, ki je bila prikazana samo v nekaterih različicah.
Los Angeles, novembra 2019. Nekdanjega policista Ricka Deckarda (Harrison Ford) pridrži policist Gaff (Edward James Olmos) in ga odpelje k njegovemu prejšnjemu nadrejenemu, Bryantu (M. Emmet Walsh). Deckard je bil nekoč iztrebljevalec, čigar naloga je bilo iskanje umetno ustvarjenih človeških klonov, imenovanih replikanti, in njihovo »upokojevanje« (evfemizem za eksterminacijo). Bryant mu pove, da so štirje prišli brez dovoljenja na Zemljo, verjetno z namenom da bi si podaljšali življenje. Replikanti so produkt podjetja Tyrell Corporation, ustvarjeni za nevarna dela v vesolju in imajo življenjsko dobo omejeno na štiri leta, saj sicer razvijejo čustva in postanejo nestabilni. Deckard si ogleda videoposnetek, na katerem iztrebljevalec Holden opravlja Voight-Kampffov preskus na replikantu Leonu (Brion James). Preskus je namenjen ugotavljanju, ali je subjekt replikant, in temelji na čustvenih odzivih na vprašanja. Na posnetku Leon pobesni ob vprašanju o njegovi mami in ustreli Holdna. Bryan nato naroči Deckardu, naj upokoji Leona in ostale tri replikante: Roya Battyja (Rutger Hauer), Zhoro (Joanna Cassidy) in Pris (Daryl Hannah). Deckard sprva zavrne, vendar mu Bryant posredno zagrozi, zato nejevoljno sprejme nalogo.
S preiskavo prične na sedežu Tyrell Corporation pri dr. Eldonu Tyrellu (Joe Turkel), da bi ugotovil, ali Voight-Kampffov preskus deluje na najnovejših modelih. Tam odkrije, da je njegova asistentka Rachael (Sean Young) eksperimentalni model replikanta, ki so ji vcepili lažne spomine za čustveno stabilnost in misli, da je človek. Njeno identiteto lahko potrdi šele po dolgotrajnem izpraševanju.
V nadaljevanju Deckard zasleduje replikante, ti pa iščejo Tyrella, da bi ga prisilili, da jim podaljša življenje. Roy in Leon odkrijeta laboratorij za izdelavo replikantskih očes in nadarjenega genetika J.F. Sebastiana (William Sanderson), ki dela za Tyrella. Rachael obišče Deckarda v njegovem stanovanju in ga poskuša z družinsko fotografijo še enkrat prepričati, da je človek. Deckard ji pove, da gre za lažne spomine, zato Rachael v solzah odide. Medtem Pris najde Sebastiana in z manipuliranjem poskuša pridobiti njegovo zaupanje.
Deckard preišče Leonovo hotelsko sobo in najde fotografijo Zhore ter sintetično kačjo lusko, ki ga pripelje do lokala s slačipuncami, kjer ona dela. Ubije Zhoro, kmalu po tem pa mu Bryant naroči, naj odstrani tudi Rachael, ki je medtem izginila. Deckard nekega dne opazi Rachael v množici in jo zasleduje, nakar ga napade Leon, ki pa ga ubije Rachael z Deckardovo pištolo. Deckard in Rachael se vrneta v njegovo stanovanje. V pogovoru ji obljubi, da je ne bo lovil, ko hoče ona oditi, pa jo prisili v poljub.
Roy pride do Sebastianovega stanovanja in pove Pris, da so ostali mrtvi. Sebastian ju podpira v njuni nameri, saj, kot pove, je podoben replikantom zaradi »Metuzalemovega sindroma«, genetske bolezni, ki bo tudi njemu močno skrajšala življenje. Royu pomaga priti v Tyrellovo stanovanje, kjer Roy od svojega stvaritelja zahteva podaljšanje življenja, vendar mu ta pove, da to ni mogoče. Na koncu ga Roy ubije. Sebastian zbeži proti dvigalu, Roy pa mu sledi in se na koncu spusti z dvigalom sam. Glas preko policijskega radia nakaže, da je ubil tudi Sebastiana.
Deckard medtem vstopi v Sebastianovo stanovanje, kjer ga iz zasede napade Pris, a mu jo uspe ubiti ravno, ko se vrne Roy. Ta prav takrat začne umirati, a se požene za Deckardom in ga preganja do strehe. Deckard poskuša skočiti na sosednjo zgradbo, a mu spodrsne, zato nemočno obvisi med zgradbama. Roy lahkotno preskoči vrzel in ujame Deckarda ravno, ko je ta popustil prijem, ter ga reši. Nato po otožnem monologu o svojih spominih, ki bodo »izgubljeni v času ... kot solze v dežju«, umre. Takrat se na drugi strani pojavi Gaff in mu zakliče: »Škoda, da ne bo preživela, pa vendar, kdo bo?« Deckard se vrne v svoje stanovanje in najde odprta vrata, notri pa spečo Rachael. Ko odhajata, Deckard opazi majhnega samoroga iz origamija na tleh, kar ga spomni na Gaffove besede. Z Rachael hitro zapustita stanovanje.